# Pseudothalestris nana
Pseudothalestris nana är en kräftdjursart som beskrevs av T. Scott 1914. Pseudothalestris nana ingår i släktet Pseudothalestris och familjen Thalestridae. Inga underarter finns listade i Catalogue of Life.